# Избори за одборнике Скупштине града Београда 2024.
Избори за одборнике Скупштине града Београда одржани су 2. јуна 2024. након неуспешног покушаја конституисања скупштине на изборима 2023. Након тога, због поновљених захтева опозиције да се истог дана одрже делимични локални избори и након продужених преговора, председница Народне скупштине је 26. априла расписала локалне изборе у местима у којима нису одржани локални избори у децембру 2023. године.
Ови избори су одржани у контексту настављене доминације владајуће странке и председника, Александара Вучића, фрагментације опозиције, дубоко укорењене поларизације и честих превремених избора. Неке опозиционе странке бојкотују ове изборе, док су неке одлучиле да учествују или као услов за своје учешће траже спровођење одређених захтева пре избора.

## Позадина

### Протести
Убрзо након затварања бирачких места, СНС је одржала конференцију за новинаре на којој је Вучић саопштио да је СНС прва на изборима са 38 одсто гласова. Избори су резултирали обешеним парламентом, а Несторовићев МИ–ГИН је била странка која је могла да бира да ли ће се приклонити владајућој коалицији СНС и СПС или опозицији СПН и НАДА. Несторовић је рекао да смо „иако нам нико није дао шансу, постали смо једна од четири-пет најјачих партија“; одбио је сарадњу ни са једним од блокова након избора. "Мислим да ће бити веома тешко формирати градску власт. Биће нови избори, вероватно ускоро. Нећемо подржати ни једну страну", рекао је Несторовић. Вучић је рекао и да „ако Несторовић на крају не подржи било кога, имаћете поновљене изборе“. Несторовић и Александар Павић из МИ–ГИН-а одбили су сарадњу са СПН-ом после избора и рекли да је сарадња са СНС-ом могућа под одређеним захтевима. МИ–ГИН је касније објавио заједничко саопштење у којем су поручили да никога неће подржати и да су спремни за нове изборе.
Због изборне преваре СПН је најавио да ће одбацити резултате, тврдећи да избори нису били фер. Алексић је тврдио да је за бираче који не живе у Београду издато преко 40.000 личних карата како би стекли право гласа на изборима за Скупштину града Београда. СПН је позвао на поништење резултата. Дан након избора испред Републичке изборне комисије организован је масовни протест СПН-а. На протесту су Алексић и Мариника Тепић из СПН-а најавили да ће штрајковати глађу до поништења изборних резултата. Алексићу и Тепићу су се касније у штрајку глађу придружили Јелена Милошевић, Данијела Грујић, Јанко Веселиновић, Жељко Веселиновић, Бранко Миљуш и Душан Никезић.
На протесту 24. децембра, демонстранти су покушали да упадну у зграду Скупштине града Београда. Вучић се огласио хитним саопштењем као одговор на покушај упада у зграду Скупштине града Београда, рекавши да се „револуција не дешава“. За време протеста, Ћута је погођен сузавцем.
На изборима за Скупштину града 2023. Српска напредна странка је задржала статус највеће странке у Скупштини града освојивши 49 мандата. Међутим, процес формирања владе је више пута одлаган усред протеста и бојкота опозиције.

### Формирање локалне власти
Као и на националном нивоу за парламентарне изборе, опозиционе странке су се обавезале да формирају владу, уколико освоје парламентарну већину. Опозиционе странке и савези који су освојили мандате након избора 2023. и који су изразили подршку формирању владе су СПН и НАДА. Павле Грбовић, председник Покрета слободних грађана, рекао је да је „и поред разлика могућ неки вид сарадње [са другим опозиционим партијама], посебно на нивоу Београда“. Војислав Михаиловић, председник Покрета обнове Краљевине Србије (ПОКС) и бивши градоначелник Београда, рекао је да „у локалној самоуправи Београда не одлучујемо о француско-немачком споразуму и другим националним питања“ и да „не види шта се може оспорити око идеје јединства читаве опозиције“ после избора. Милош Јовановић, председник Нове демократске странке Србије (НДСС), рекао је да се „промене могу правити само у сарадњи са остатком опозиције”.
Конститутивна седница Скупштине града одржана је 19. фебруара. Тома Фила, који је као најстарији одборник председавао Скупштином града, рекао је да нема кворума и да ће седница бити одложена за 1. март. Кворума није било зато што се одборници из СНС, СПС и Ми-ГИН нису се појавили у сали, док су опозициони одборници ушли и развили транспаренте чекајући почетак седнице. Конститутивна седница Скупштине Београда поново је одложена за 3. март пошто се одборници СПС, СНС и Ми-ГИН поново нису појавили. Шапић је најавио да ће СНС преговарати са МИ-ГИН-ом до 3. марта. Несторовић је, међутим, поново потврдио став МИ-ГИН-а да не подржава владу коју предводи СНС. Дана 3. марта поново није постигнут кворум, што значи да нове ванредне изборе мора да распише председник Народне скупштине.

### Преговори власти и опозиције
На позив који је потписала председница Владе Републике Србије Ана Брнабић 1. априла 2024. састао се колегијум између представника власти и представника опозиционе коалиције Србија против насиља и коалиције НАДА око даљег рада на примени препорука Канцеларије за демократске институције и људска права Организације за европску безбедност и сарадњу о изборним условима. Опозициони посланици предали су пре почетка колегијума Брнабић захтеве за побољшање изборних услова. Опозиција тражи да се пре одржавања било којих избора формира комисија од представника власти, опозиције и релевантних организација цивилног друштва која ће имати извршна овлашћења за континуирани надзор над бирачким списком и ревизију бирачког списка, наводи се у материјалу који је подељен медијима. Захтеви су и да пре одржавања избора јавни сервиси почну са професионалним и одговорним извештавањем и да локални избора у свим општинама и градовима у којима треба да се одрже, буду одржани у исто време са београдским изборима. Захтеве су потписали представници коалиције Србија против насиља Мариника Тепић и Мирослав Алексић и коалиције НАДА Милош Јовановић и Војислав Михаиловић.
Ана Брнабић изјавила је да је владајућа коалиције прихватила два од три захтева опозиције тј. да једини захтев који нису могли да прихвате је да београдски и избори на локалу који нису одржани у децембру буду одржани истог дана јер то „задире дубоко у демократске норме и принципе“. Представник СПН-а Радомир Лазовић изјавио је „Нећемо пристати на нову изборну крађу. Добили смо сигнале шта би власт могла да прихвати али нећемо пристати на парцијална решење, да власт бира шта ће испунити од захтева“ Преговори су настављени у среду 3. априла али ни на њима није постигну договор истог дана је Ана Брнабић расписала изборе у Београду за 2. јун.
Представници СПН и коалиције НАДА најавили су да неће изаћи на предстојеће изборе у Београду. 8. априла Ана Брнабић упутила је свим посланичким групама позив за нови састанак у четвртак, 11. априла 2024, у 10 часова на коме ће се разговарати о примени свих препорука ОДИХР-а усмерених ка унапређењу изборног процеса у Србији. За разлику од претходног састанка присуствовали су и представници НВО - ЦРТА, ЦеСИД и Транспарентност Србија. Ту су били и амерички амбасадор Кристофер Хил и шеф Делегације ЕУ у Србији Емануеле Жиофре, као и шеф Мисије ОЕБС у Србији Јан Брату. Део опозиције је нешто после 12 часова напустио преговоре тврдећи да је то само „представа за госте“. На састанку није постигнут договор. Брнабић је дала рок опозицији исти дан да до сутра, 12. априла, у 12 часова достави предлоге тврдећи да ће усвојити сваки.
Опозиција је доставила предлоге где су затражили да се обуставе изборне радње до којих је дошло расписивањем избора 3. априла, да се припреме неопходне измене прописа у циљу спровођења препорука ОДИХР и да се договори јединствен термин одржавања београдских и осталих локалних избора. Брнабић одговорила је свим посланичким групама на предлоге у вези с изборима, наводећи да прихвата све осим једног, а који се тиче одлагања избора у Београду. Она је такође истакла да не може да се прихвати да се одложе избори у Београду који су заказани у складу са законом за 2. јун, што значи да избори у Београду не могу бити спојени са локалним изборима. Коалиција СПН је послала предлог да избори за одборнике Скупштине града Београда и скупштине свих општина, градова и градских општина у Србији буду одржани у истом дану што би било омогућено променом Уставног закона. Брнабић је поново одбацила предлог да се споје локални са београдским. Нова састанак одржан је 17. априла. Дан касније Ана Брнабић саопштила је да је прихватила захтеве опозиције и да ће локални избори бити спојени са београдским.

## Датум
У обиласку Војнотехничког института у Јакову Вучић је новинарима рекао: „Ако се председник Скупштине Србије бира 11, 12. или 13. марта, нема везе, избори морају бити одржани до 11. или 12. маја. могу бити 28. априла између 45. и 60. дана по закону“. Међутим, чињеница да ће председник Скупштине Србије (највероватније) бити изабран на седници парламента заказаној за 11. март апсолутно не значи да се тог дана, или дан-два после, морају расписати нови градски избори. то. Пошто је рок за конституисање Скупштине Београда истекао 3. марта, председник Народне скупштине мора да распише нове изборе за скупштину града у року од месец дана од дана када је скупштина требало да буде конституисана. Дакле, рок за одржавање београдских избора је 2. јун 
Опозиција је саопштила да неће учествовати на изборима ако буду заказани за 28. април јер је немогуће спровести препоруке ОЕБС-а и зато што је за тај дан заказан маратон. Проглас, Србија против насиља, НАДА и Двери потписали су 8. марта 2024. Споразум о слободним изборима. Уговором се од јавног сервиса тражи да благовремено и истинито обавештава грађане о току изборног процеса, али и да сви они који буду учествовали на изборима буду равноправно заступљени на јавним каналима.
Вучић је 10. марта рекао да ће избори у Београду бити одржани 2. јуна, а да ће сви остали избори бити одржани у складу са законским и уставним роковима. То је и потврђено 3. априла када је председница Скупштине Ана Брнабић расписала изборе за 2. јун.

## Изборне листе
М  листа националне мањине
| Бр. | Назив | Назив | Проглашење листе | Први на листи        | Главна идеологија          | Политичка позиција | Потписи |
| --- | ----- | --- | ---------------- | -------------------- | -------------------------- | ------------------ | ------- |
| 1.  |       | - Александар Вучић — Београд сутра - СНС, СПС, СДПС, ПС, ПУПС, СНП, СРС, СВМ, ЈС, Зелени Србије, ССЗ, Здрава Србија, ПСС—БК, СПО, ССД, СД, ССС, ПА | 7. април 2024.   | Александар Шапић     | популизам                  | велики шатор       | 19.316  |
| 2.  | М     | - Руска странка — Срби и Руси браћа заувек! РС | 17. април 2024.  | Жељко Пантић         | русофилство                | русофилство        | 1.666   |
| 3.  |       | „Ћале, ово је за тебе” — Петар Ђурић ЋОЈЗТ | 25. април 2024.  | Петар Ђурић          | либерализам                | центар             | 3.134   |
| 4.  |       | За зелени Београд — Кад ако не сад — Др Дејан Жујовић УПЗС                                                                                         | 26. април 2024.  | Тамара Брложановић   | зелена политика            | левица             | 3.224   |
| 5.  |       | 1 од 5 милиона — Београдски фронт — Ритам град 1 од 5 милиона                                                                                      | 1. мај 2024.     | Душан Теодосијевић   | либерализам                | леви центар        | 3.480   |
| 6.  |       | Бирамо Београд — Добрица Веселиновић — Милош Павловић ЗЛФ, НПС, ДС, ЕУ, ПСГ, НЛС, ПЗП, УСС Слога                                                   | 9. мај 2024.     | Наталија Стојменовић | антикорупција              | велики шатор       | 4.235   |
| 7.  |       | - Ми — Снага народа, проф. др Бранимир Несторовић - МИ—СН                                                                                          | 9. мај 2024.     | Бранимир Несторовић  | национални конзервативизам | десница            | 3.397   |
| 8.  |       | - Народна листа — Кључ за победу - Народна странка, Нова Србија                                                                                    | 10. мај 2024.    | Владимир Гајић       | либерални конзервативизам  | десница            | 3.976   |
| 9.  | М     | - Београд наш град — Василиос Провелегиос — Маријана Ивовић Вукотић — Др Ферид Булић — Коалиција снага - БГС, ВНС, СЈ, СБР, СЦГ, ГСГС              | 13. мај 2024.    | Василиос Провелегиос | мањинска права             | мањинска права     | 1.871   |
| 10. | М     | - Унија Рома Србије — За Београд - УРС | 13. мај 2024.    | Ненад Стојановић     | мањинска права             | мањинска права     | 1.696   |
| 11. | М     | - Београд је свет(а) – Странка правде и помирења – Усаме Зукорлић - СПП                                                                            | 13. мај 2024.    | Мухамед Тутић        | мањинска права             | мањинска права     | 1.871   |
| 12. |       | - Др Саво Манојловић – И ја сам Београд – Крени-промени - КП                                                                                       | 14. мај 2024.    | Саво Манојловић      | зелена политика            | центар             | 3.523   |
| 13. |       | - Саша Радуловић – Доста је било – Решење за промену - ДЈБ                                                                                         | 14. мај 2024.    | Саша Радуловић       | конзервативизам            | крајња десница     | 3.181   |
| 14. |       | - Ми — Глас из народа - МИ—ГИН | 16. мај 2024.    | Бранко Павловић      | национални конзервативизам | десница            | 3.600   |

## Резултати
|                                      |                                      |           |        |         |      |  |
| Странка, коалиција или група грађана | Странка, коалиција или група грађана | Гласови   | %      | Мандати | +/–  |  |
|                                      | Београд сутра                        | 387.326   | 52,77  | 64      | +10  |  |
|                                      | Крени-промени                        | 129.868   | 17,69  | 21      | нова |  |
|                                      | Бирамо Београд                       | 89.430    | 12,18  | 14      | -29  |  |
|                                      | Ми — Снага народа                    | 59.805    | 8,15   | 10      | нова |  |
|                                      | Руска странка                        | 8.509     | 1,16   | 1       | +1   |  |
|                                      | За зелени Београд                    | 8.485     | 1,16   | 0       | нова |  |
|                                      | Ми — Глас из народа                  | 6.911     | 0,94   | 0       | –6   |  |
|                                      | Доста је било                        | 6.887     | 0,94   | 0       | 0    |  |
|                                      | 1 од 5 милиона                       | 6.567     | 0,89   | 0       | нова |  |
|                                      | Ћале, ово је за тебе                 | 5.485     | 0,75   | 0       | 0    |  |
|                                      | Народна листа                        | 4.213     | 0,57   | 0       | нова |  |
|                                      | Унија Рома Србије                    | 3.325     | 0,45   | 0       | нова |  |
|                                      | Београд наш град                     | 2.311     | 0,31   | 0       | нова |  |
|                                      | Београд је свет(а)                   | 974       | 0,13   | 0       | 0    |  |
| Укупно важећих                       | Укупно важећих                       | 720.096   | 98,10  | 110     | 0    |  |
|                                      |                                      |           |        |         |      |  |
| Неважећи гласови                     | Неважећи гласови                     | 13.950    | 1,90   |         |      |  |
| Укупни гласови                       | Укупни гласови                       | 738.883   | 100,00 |         |      |  |
| Регистровани бирачи/излазност        | Регистровани бирачи/излазност        | 1.602.150 | 46,12  |         |      |  |
| Извори: Градска изборна комисија     |                                      |           |        |         |      |  |